# Alfa Romeo Tipo 312
L’Alfa Romeo Tipo 312 est une automobile sportive développée en 1938 par le constructeur automobile italien Alfa Romeo.

## Historique
L'Alfa Romeo Tipo 312 est conforme à la Formule 3 Litres, initiée en 1938, et succède à l'Alfa Romeo Tipo 308. Contrairement à sa devancière qui utilisait un moteur à cylindres en ligne, la 312 utilise un moteur à cylindres en V.
Peu compétitive face aux « Flèches d'Argent » allemandes, le développement en est interrompu et la 312 cède la place à  l'Alfa Romeo 158 qui concourt dans une catégorie différente, en l'occurrence, la catégorie voiturettes.